# Tetralonia macrognatha
Tetralonia macrognatha là một loài Hymenoptera trong họ Apidae. Loài này được Gerstäcker mô tả khoa học năm 1870.